# Chiesa di Santa Maria della Rosa (Ferrara)
La chiesa di Santa Maria della Rosa, anche nota come chiesa di Santa Maria del Tempio, si trovava in corrispondenza del recente incrocio tra viale Cavour e via Armari ed è stata demolita tra il 1950 e il 1951 dopo i danni subiti con i bombardamenti durante la seconda guerra mondiale. Al suo posto si trova il recente palazzo INA.

## Storia

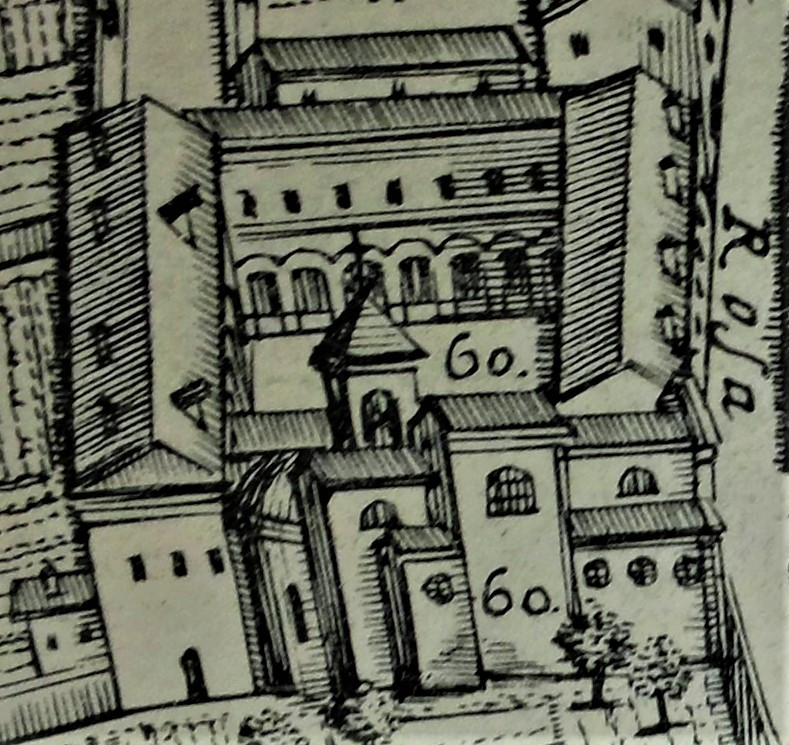
Particolare della Pianta ed alzato della città di Ferrara di Andrea Bolzoni col sito della chiesa

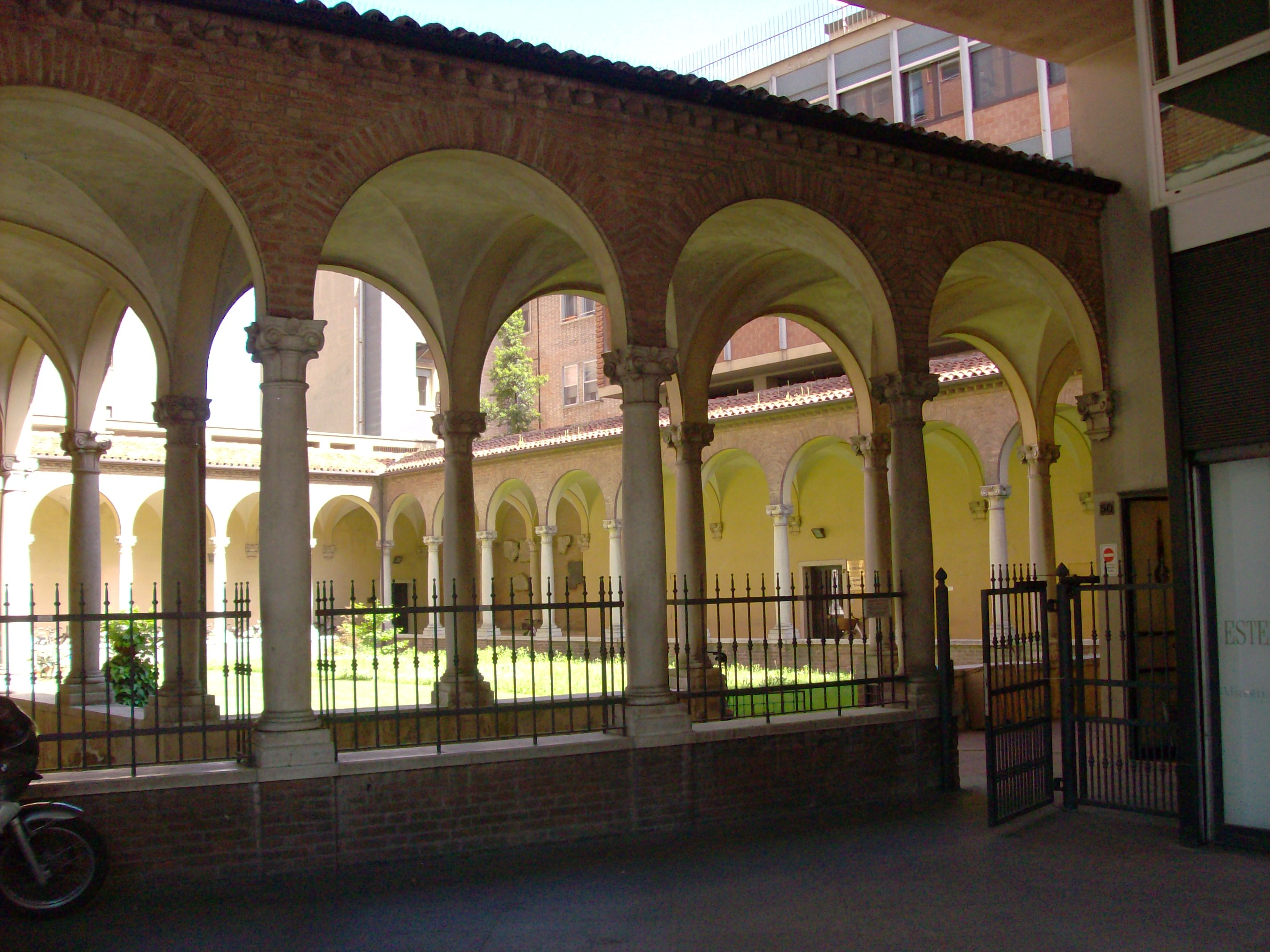
Chiostro della chiesa di Santa Maria della Rosa

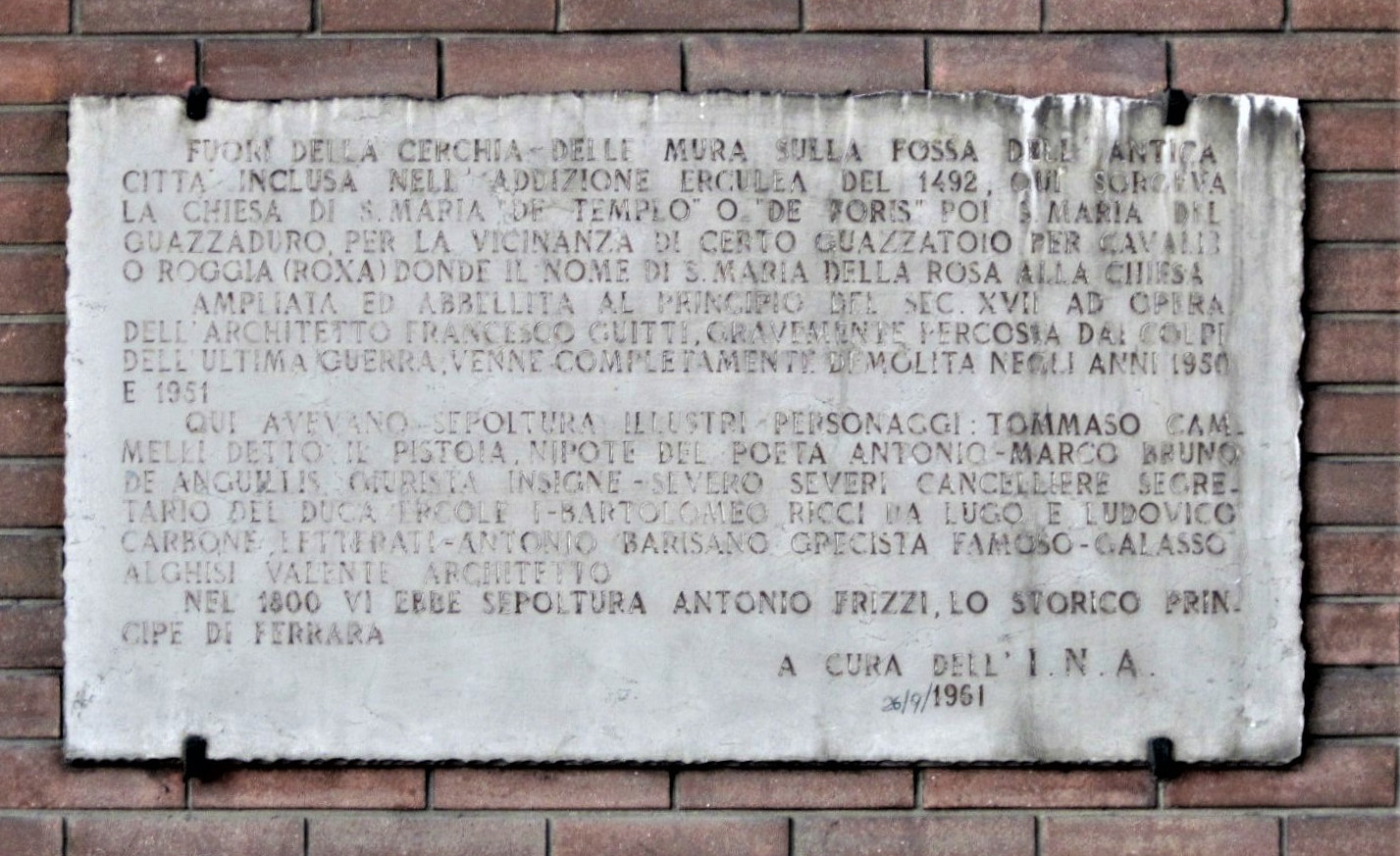
Targa sul palazzo INA di Ferrara che ricorda l'antica chiesa di Santa Maria della Rosa o del Tempio o anche Santa Maria del Guazzaduro

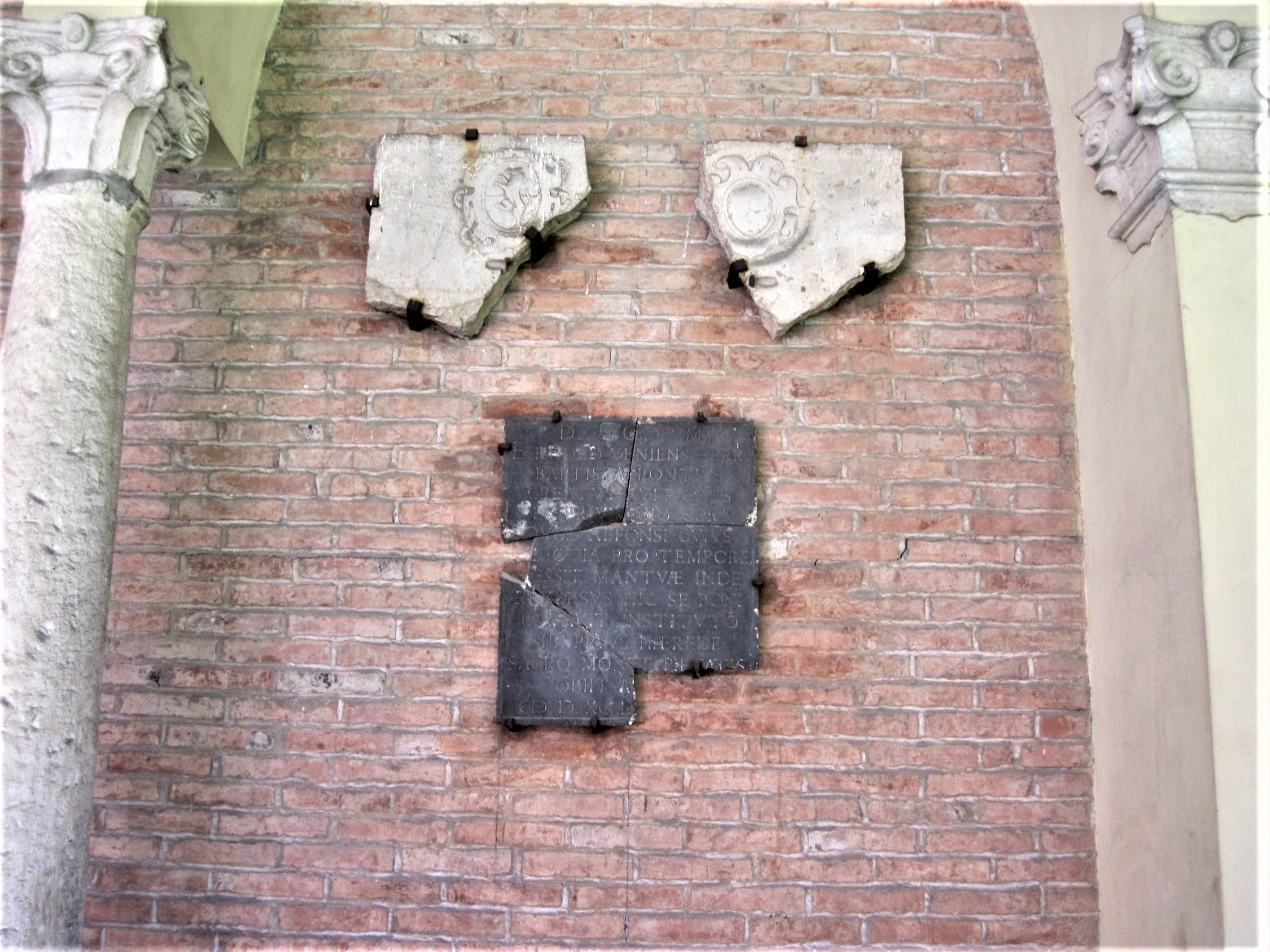
Particolare con lapidi recuperate dopo la demolizione della chiesa e conservate nel chiostro

La chiesa risaliva probabilmente alla metà del XII secolo e la prima citazione col nome di Santa Maria de templo si trova nel testamento di Obizzo II d'Este risalente al 1292 mentre nel testamento di fra Pietrobono, precedente di 11 anni, si fa riferimento solo ad un ospedale de templo. Anche dati successivi parlano spesso dell'ospedale e del legame con l'ordine templare. La presenza templare a Ferrara sembra aver riguardato anche un altro luogo di culto, la chiesa di Santa Maria Annunziata di Betlemme.
La chiesa ebbe vari nomi e fu detta anticamente "chiesa del Guazzaduro" perché nelle vicinanze c'era il canale Panfilio dove si portavano i cavalli a bere, o "chiesa della Rosa", dal termine per "roggia", che diede anche il nome alla via sulla quale si trovava, in seguito divenuta via Armari mentre la recente via Contrada della Rosa si trova a breve distanza verso ovest.

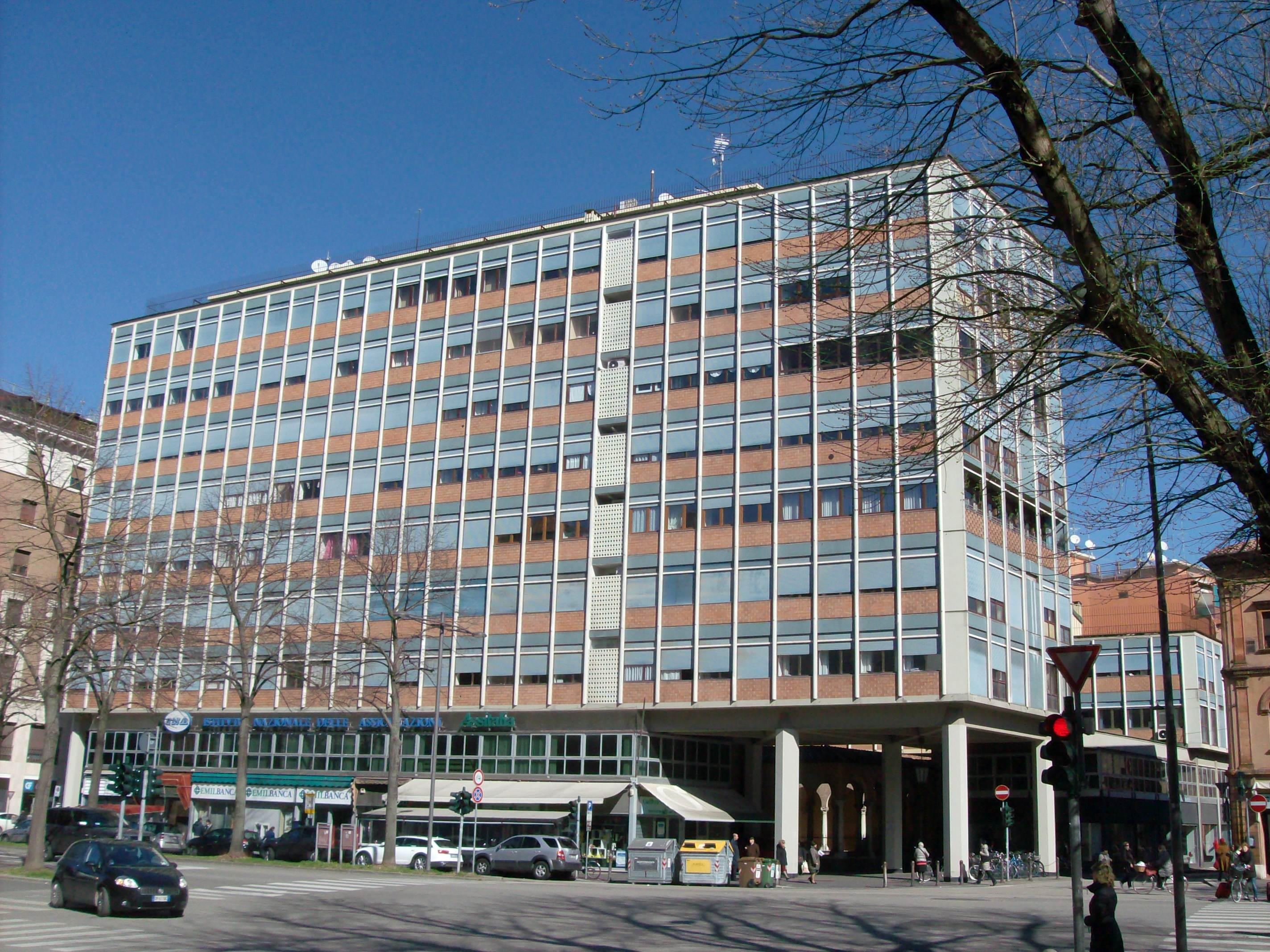
Palazzo INA a Ferrara

Nella chiesa vi trovarono sepoltura molte personalità cittadine come Tommaso Cammelli, Bartolomeo Ricci, Ludovico Carbone, Antonio Frizzi e forse Giocolo Giocoli.

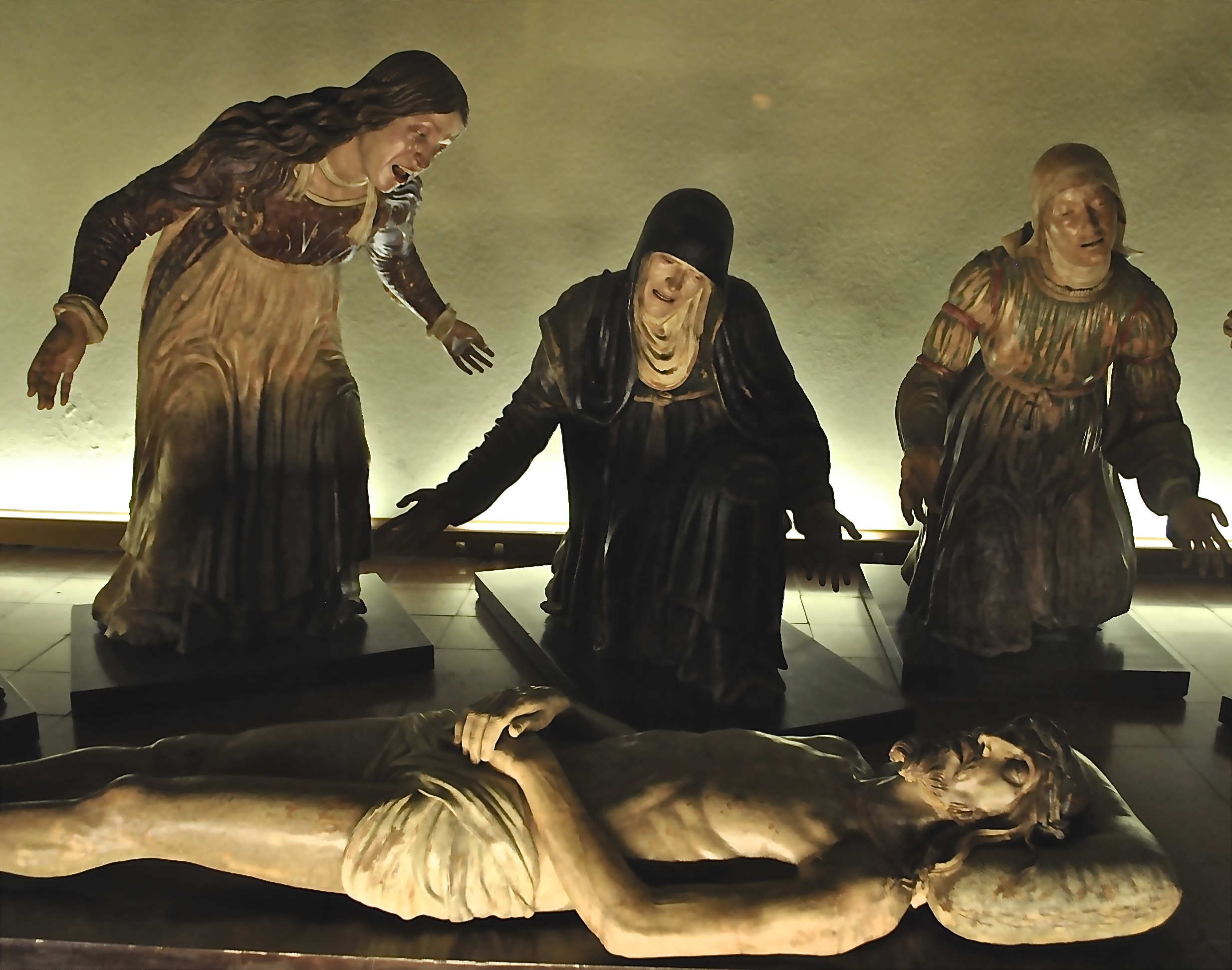
Compianto sul Cristo morto di Guido Mazzoni che sino al 1933 era conservato nella chiesa

## Origine del nome
Il nome col quale fu chiamato per la prima volta il luogo di culto si trova in un documento del 1292  e fu chiesa di Santa Maria de templo. In seguito fu chiesa del Guazzaduro perché si trovava accanto ad uno slargo del canale Panfilio nel quale i cavalli potevano bere. Sulla Pianta ed alzato della città di Ferrara di Andrea Bolzoni del XVIII secolo diventa chiesa della Rosa, affacciata su via della Rosa. In tempi recenti le fonti la citano col nome di chiesa di Santa Maria della Rosa.

## Descrizione
Al momento della sua costruzione la chiesa si trovava esterna alla cerchia delle mura cittadine ed è documentata la presenza di un ospizio e di un convento.
Della chiesa, distrutta in gran parte dai bombarbamenti del 1944, rimangono solo i resti di un chiostro ricostruito e inglobato nel palazzo INA edificato all'angolo tra viale Cavour e via Armari.
All'interno di questa chiesa fino al 1933 era collocato il Compianto sul Cristo morto di Guido Mazzoni quando fu esposto nella mostra dedicata all'arte del rinascimento ferrarese e poi trasferito definitivamente nella chiesa del Gesù.